# Colonne sonore di Magic Knight Rayearth

Logo occidentale della serie

Lista delle colonne sonore della serie televisiva anime e OAV di Magic Knight Rayearth.

## Sigle

### Serie TV

#### Yuzurenai negai
Yuzurenai negai (ゆずれない願い?, Yuzurenai negai) è il quarto singolo di Naomi Tamura, pubblicato nel 1994 dall'etichetta discografica Polydor, tratto dall'album N'. Yuzurenai negai è stata utilizzata come prima sigla di apertura dell'anime Magic Knight Rayearth; contiene anche l'inedito Ano hi no futari wa mou inai.
Tracce
1. Naomi Tamura – Yuzurenai negai (ゆずれない願い?) (testo: Naomi Tamura – musica: Naomi Tamura, Hiroto Ishikawa, Jin Takahane, Tatsuhito Inoue)
2. Naomi Tamura – Ano hi no futari wa mou inai (あの日の二人はもういない?) (testo: Naomi Tamura – musica: Naomi Tamura, Hiroto Ishikawa, Jin Takahane, Tatsuhito Inoue)
3. Naomi Tamura – Yuzurenai negai (Original Karaoke) (ゆずれない願い（オリジナル・カラオケ）?) (testo: Naomi Tamura – musica: Naomi Tamura, Hiroto Ishikawa, Jin Takahane, Tatsuhito Inoue)

#### Asu e no yūki
Asu e no yūki (明日への勇気?, Asu e no yūki) è il primo singolo di Keiko Yoshinari, pubblicato nel 1994 dall'etichetta discografica Polydor, tratto dall'album Aoi tenshi no ito. È stata utilizzata come prima sigla di chiusura dell'anime Magic Knight Rayearth.
Tracce
1. Keiko Yoshinari – Asu e no yūki (明日への勇気?) (testo: Katsuki Maeda – musica: Katsuki Maeda, Takayuki Negishi)
2. Keiko Yoshinari – Asu e no yūki (Original Karaoke) (明日への勇気（オリジナル・カラオケ）?) (testo: Katsuki Maeda – musica: Katsuki Maeda, Takayuki Negishi)

#### Kirai ni narenai
Kirai ni narenai (キライになれない?, Kirai ni narenai) è il ventitreesimo singolo di Ayumi Nakamura, pubblicato nel 1995 dall'etichetta discografica Polydor, tratto dall'album Cry Baby. Kirai ni narenai è stata utilizzata come seconda sigla di apertura dell'anime Magic Knight Rayearth; contiene anche l'inedito Ame no hi no hana no youni.
Tracce
1. Ayumi Nakamura – Kirai ni narenai (キライになれない?) (Ken Takahashi)
2. Ayumi Nakamura – Ame no hi no hana no youni (雨の日の花のように?) (testo: Ken Takahashi – musica: Ayumi Nakamura, Ken Takahashi)
3. Ayumi Nakamura – Kirai ni narenai (Original Karaoke) (キライになれない（オリジナル・カラオケ）?) (Ken Takahashi)

#### Lul-la-by ~ Yasashiku dakasete
Lul-la-by ~ Yasashiku dakasete (ら・ら・ば・い～優しく抱かせて?, Ra-ra-ba-i ~ Yasashiku dakasete) è il ventesimo singolo di Minako Honda, pubblicato nel 1995 dall'etichetta discografica Mercury, tratto dall'album Hare tokidoki kumori. Lul-la-by ~ Yasashiku dakasete è stata utilizzata come seconda sigla di chiusura dell'anime Magic Knight Rayearth; contiene anche l'inedito Kono uta wo for you.
Tracce
1. Minako Honda – Lul-la-by ~ Yasashiku dakasete (ら・ら・ば・い～優しく抱かせて?) – 5:12 (testo: Satomi Arimori – musica: MIO, Motohiro Tomita)
2. Minako Honda – Kono uta wo for you (この歌をｆｏｒ ｙｏｕ?) – 3:53 (testo: Minako Honda – musica: MIO, Motohiro Tomita)
3. Minako Honda – Lul-la-by ~ Yasashiku dakasete (Instrumental) (ら・ら・ば・い～優しく抱かせて（Ｉｎｓｔｒｕｍｅｎｔａｌ）?) – 5:13 (testo: Satomi Arimori – musica: MIO, Motohiro Tomita)

#### Hikari to kage wo dakishimeta mama
Hikari to kage wo dakishimeta mama (光と影を抱きしめたまま?, Hikari to kage wo dakishimeta mama) è il nono singolo di Naomi Tamura, pubblicato nel 1995 dall'etichetta discografica Universal Music LLC, tratto dall'album MONSTER OF POP. Hikari to kage wo dakishimeta mama è stata utilizzata come terza sigla di apertura dell'anime Magic Knight Rayearth; contiene anche il brano HUMAN LIFE.
Tracce
1. Naomi Tamura – Hikari to kage wo dakishimeta mama (光と影を抱きしめたまま?) (testo: Naomi Tamura – musica: Naomi Tamura, Hiroto Ishikawa, Tatsuhito Inoue, Jin Takahane)
2. Naomi Tamura – HUMAN LIFE (testo: Naomi Tamura – musica: Naomi Tamura, Hiroto Ishikawa, Tatsuhito Inoue, Jin Takahane)
3. Naomi Tamura – Hikari to kage wo dakishimeta mama (inst.) (光と影を抱きしめたまま（ｉｎｓｔ．）?) (testo: Naomi Tamura – musica: Naomi Tamura, Hiroto Ishikawa, Tatsuhito Inoue, Jin Takahane)

#### Itsuka kagayaku
Itsuka kagayaku (いつか輝く?, Itsuka kagayaku) è il terzo singolo di Keiko Yoshinari, pubblicato nel 1995 dall'etichetta discografica Polydor, tratto dall'album Aoi tenshi no ito. Itsuka kagayaku è stata utilizzata come terza sigla di chiusura dell'anime Magic Knight Rayearth; contiene anche il brano Aoi tenshi no ito.
Tracce
1. Keiko Yoshinari – Itsuka kagayaku (いつか輝く?) – 4:39 (testo: Neko Oikawa – musica: Tōben Yukawa, Hayato Matsuo)
2. Keiko Yoshinari – Aoi tenshi no ito (蒼い天使の糸?) (testo: Ichiko Akasaka – musica: Takeshi Haketa)
3. Keiko Yoshinari – Itsuka kagayaku (Original Karaoke) (いつか輝く（オリジナル・カラオケ）?) (testo: Neko Oikawa – musica: Tōben Yukawa, Hayato Matsuo)
4. Keiko Yoshinari – Aoi tenshi no ito (Original Karaoke) (蒼い天使の糸（オリジナル・カラオケ）?) (testo: Ichiko Akasaka – musica: Takeshi Haketa)

### OAV

#### All You Need Is Love
All You Need Is Love è il quattordicesimo singolo di Naomi Tamura, pubblicato nel 1997 dall'etichetta discografica Universal Music LLC, tratto dall'album Grace. È stata utilizzata come sigla di chiusura dell'OAV Rayearth.
Tracce
1. Naomi Tamura – All You Need Is Love – 4:39 (testo: Naomi Tamura – musica: Naomi Tamura, Joey Carbone, Keisuke Tsukimitsu, Jin Takahane)
2. Naomi Tamura – All You Need Is Love (inst.) (testo: Naomi Tamura – musica: Naomi Tamura, Joey Carbone, Keisuke Tsukimitsu, Jin Takahane)
3. Naomi Tamura – All You Need Is Love (OVA ver.) (testo: Naomi Tamura – musica: Naomi Tamura, Joey Carbone, Keisuke Tsukimitsu, Jin Takahane)

## Colonna sonora

### Serie TV

#### Magic Knight Rayearth Original Soundtrack BEST: Erabareta shōjo-tachi
Magic Knight Rayearth Original Soundtrack BEST: Erabareta shōjo-tachi (魔法騎士レイアース オリジナルサウンドトラック ＢＥＳＴ 選ばれた少女達?, Majikku Naito Reiāsu Orijinaru Saundotorakku BEST Erabareta shōjo-tachi) è il primo album di colonne sonore della prima stagione dell'anime Magic Knight Rayearth, pubblicato nel 1994 dall'etichetta discografica Polydor.
Tracce
1. Main Theme (Orchestra Version) (メイン・テーマ（オーケストラ・ヴァージョン）?) – 4:03 (musica: Hayato Matsuo)
2. Emeraude-hime (エメロード姫?) – 1:54 (musica: Hayato Matsuo)
3. Deai ~ Ijigen no sekai he (出会い～異次元の世界へ?) – 1:54 (musica: Hayato Matsuo)
4. Cefiro no nazo (セフィーロの謎?) – 3:32 (musica: Hayato Matsuo)
5. Joshō -Zagato no bōryaku- (序章 ―ザガートの謀略―?) – 1:29 (musica: Hayato Matsuo)
6. Rakuen ~ Tōsō to konran (楽園～闘争と混乱?) – 2:47 (musica: Hayato Matsuo)
7. Dōshi Clef (導師・クレフ?) – 2:48 (musica: Hayato Matsuo)
8. Wakare (別れ?) – 1:47 (musica: Hayato Matsuo)
9. Mamono shutsugen! ~ Mahō no chikara (魔物出現！～魔法の力?) – 5:10 (musica: Hayato Matsuo)
10. Yūjō soshite kibō he (Orchestra Version) (友情そして希望へ（オーケストラ・ヴァージョン）?) – 3:56 (musica: Hayato Matsuo)
11. Seinaru basho ~ Bukimina kehai (聖なる場所～不気味な気配?) – 2:45 (musica: Hayato Matsuo)
12. Interlude -yakudō- (Ｉｎｔｅｒｌｕｄｅ ―躍動―?) – 1:06 (musica: Hayato Matsuo)
13. Shinkan Zagato (神官・ザガート?) – 1:27 (musica: Hayato Matsuo)
14. Mamono shutsugen! ~ Sōkōgeki (魔物出現！～総攻撃?) – 4:53 (musica: Hayato Matsuo)
15. Interlude -ando- (Ｉｎｔｅｒｌｕｄｅ ―安堵―?) – 1:03 (musica: Hayato Matsuo)
16. Otte semaru! (追手せまる！?) – 2:50 (musica: Hayato Matsuo)
17. Shōjo-tachi no waltz (少女達のワルツ?) – 1:58 (musica: Hayato Matsuo)
18. Interlude -konton- (Ｉｎｔｅｒｌｕｄｅ ―混沌―?) – 1:05 (musica: Hayato Matsuo)
19. Hateshinaki tabiji (果てしなき旅路?) – 1:20 (musica: Hayato Matsuo)
20. Seijū shōkan! (精獣招喚！?) – 5:48 (musica: Hayato Matsuo)
21. Asu e no yūki (Instrumental Version) (明日への勇気（インストゥルメンタル・ヴァージョン）?) – 1:38 (musica: Hayato Matsuo)

#### Magic Knight Rayearth Original Soundtrack BEST: Densetsu no kishi
Magic Knight Rayearth Original Soundtrack BEST: Densetsu no kishi (魔法騎士レイアース オリジナルサウンドトラック ＢＥＳＴ 伝説の騎士?, Majikku Naito Reiāsu Orijinaru Saundotorakku BEST Densetsu no kishi) è il secondo album di colonne sonore della prima stagione dell'anime Magic Knight Rayearth, pubblicato nel 1994 dall'etichetta discografica Polydor.
Tracce
1. Kumikyoku -sentō- (Orchestra Version) (組曲 ―戦闘―（オーケストラ・ヴァージョン）?) – 7:34 (musica: Hayato Matsuo)
2. Furusato he no omoi (故郷への想い?) – 2:06 (musica: Hayato Matsuo)
3. Mamono shutsugen! ~ Semari kuru kiki (魔物出現！～迫り来る危機?) – 5:15 (musica: Hayato Matsuo)
4. Mokona (モコナ?) – 3:59 (musica: Hayato Matsuo)
5. Sōshi Presea (創師・プレセア?) – 1:54 (musica: Hayato Matsuo)
6. Interlude -ketsui- (Ｉｎｔｅｒｌｕｄｅ ―決意―?) – 1:10 (musica: Hayato Matsuo)
7. Aeterna no izumi he (エテルナの泉へ?) – 3:19 (musica: Hayato Matsuo)
8. Zagato no gyakushū (ザガートの逆襲?) – 5:13 (musica: Hayato Matsuo)
9. Interlude -heiwa- (Ｉｎｔｅｒｌｕｄｅ ―平和―?) – 1:25 (musica: Hayato Matsuo)
10. Zagato no senshi-tachi (ザガートの戦士達?) – 2:59 (musica: Hayato Matsuo)
11. Kodoku (孤独?) – 1:42 (musica: Hayato Matsuo)
12. Interlude -inori- (Ｉｎｔｅｒｌｕｄｅ ―祈り―?) – 1:31 (musica: Hayato Matsuo)
13. Mamono shutsugen! ~ Shimei ni moete (魔物出現！～使命に燃えて?) – 2:57 (musica: Hayato Matsuo)
14. Tatakai no aima ni (戦いの合間に?) – 3:22 (musica: Hayato Matsuo)
15. Fuan (不安?) – 1:27 (musica: Hayato Matsuo)
16. Harukanaru densetsu (遥かなる伝説?) – 5:32 (musica: Hayato Matsuo)
17. Yuzurenai negai (Orchestra Version) (ゆずれない願い（オーケストラ・ヴァージョン）?) – 4:17 (musica: Hayato Matsuo)
18. Jishū yokoku (次週予告?) – 0:31 (musica: Hayato Matsuo)

#### Magic Knight Rayearth Original Soundtrack BEST: Yuzurenai negai
Magic Knight Rayearth Original Soundtrack BEST: Yuzurenai negai (魔法騎士レイアース オリジナルサウンドトラック ＢＥＳＴ ゆずれない願い?, Majikku Naito Reiāsu Orijinaru Saundotorakku BEST Yuzurenai negai) è il terzo album di colonne sonore della prima stagione dell'anime Magic Knight Rayearth, pubblicato nel 1995 dall'etichetta discografica Polydor. Contiene anche una versione alternativa della prima sigla di testa.
Tracce
1. Naomi Tamura – Yuzurenai negai (Unplugged Version) (ゆずれない願い（アンプラグド・ヴァージョン）?) – 5:13 (musica: Hayato Matsuo)
2. Main Theme (Orchestra Version) (メイン・テーマ（オーケストラ・ヴァージョン）?) – 4:04 (musica: Hayato Matsuo)
3. Kumikyoku -sentō- (Orchestra Version) (組曲 ―戦闘―（オーケストラ・ヴァージョン）?) – 7:33 (musica: Hayato Matsuo)
4. Kyūsoku (休息?) – 1:45 (musica: Hayato Matsuo)
5. Introduction ~ Kaishin -Ceres- (Ｉｎｔｒｏｄｕｃｔｉｏｎ～海神―セレス―?) – 3:31 (musica: Hayato Matsuo)
6. Introduction ~ Kuushin -Windam- (Ｉｎｔｒｏｄｕｃｔｉｏｎ～空神―ウィンダム―?) – 3:10 (musica: Hayato Matsuo)
7. Introduction ~ Enshin -Rayearth- (Ｉｎｔｒｏｄｕｃｔｉｏｎ～炎神―レイアース―?) – 3:09 (musica: Hayato Matsuo)
8. Yūjō soshite kibō he (Orchestra Version) (友情そして希望へ（オーケストラ・ヴァージョン）?) – 3:55 (musica: Hayato Matsuo)
9. Introduction ~ San Mashin gaitai! (Ｉｎｔｒｏｄｕｃｔｉｏｎ～三魔神合体！?) – 3:23 (musica: Hayato Matsuo)
10. Mashin -Zagato ~ Emeraude- (魔神―ザガート～エメロード―?) – 4:01 (musica: Hayato Matsuo)
11. Yuzurenai negai (Orchestra Version) (ゆずれない願い（オーケストラ・ヴァージョン）?) – 4:17 (musica: Hayato Matsuo)
12. Keiko Yoshinari – Asu e no yūki (Acoustic Version) (明日への勇気（アコースティック・ヴァージョン）?) – 4:48 (musica: Hayato Matsuo)

#### Magic Knight Rayearth Original Soundtrack BEST: Atarashii kizuna
Magic Knight Rayearth Original Soundtrack BEST: Atarashii kizuna (魔法騎士レイアース オリジナルサウンドトラック ＢＥＳＴ 新しい絆?, Majikku Naito Reiāsu Orijinaru Saundotorakku BEST Atarashii kizuna) è il quarto album di colonne sonore e il primo della seconda stagione dell'anime Magic Knight Rayearth, pubblicato nel 1995 dall'etichetta discografica Polydor.
Tracce
1. Jokyoku - Kōhaishita Cefiro (序曲―荒廃したセフィーロ?) – 4:46 (musica: Hayato Matsuo)
2. Autozam (オートザム?) – 2:16 (musica: Hayato Matsuo)
3. Umi no kimochi (Version 1) (海の気持ち（ヴァージョン１）?) – 1:46 (musica: Hayato Matsuo)
4. Lantis ~ Zagato no omokage (ランティス～ザガートの面影?) – 1:35 (musica: Hayato Matsuo)
5. Fahren (ファーレン?) – 1:37 (musica: Hayato Matsuo)
6. Mashin gekitotsu! (魔神激突！?) – 3:06 (musica: Hayato Matsuo)
7. Hikaru no omoi (Version 1) (光の想い（ヴァージョン１）?) – 2:18 (musica: Hayato Matsuo)
8. Aishū (哀愁?) – 2:24 (musica: Hayato Matsuo)
9. Fū no koi (Version 1) (風の恋（ヴァージョン１）?) – 1:25 (musica: Hayato Matsuo)
10. Lantis ~ Kanashī shisen (ランティス～哀しい視線?) – 0:53 (musica: Hayato Matsuo)
11. Eyecatch collection CM-mae CM-go (アイキャッチ・コレクション ＣＭ前・ＣＭ後?) – 0:22 (musica: Hayato Matsuo)
12. Dai ransen (大乱戦?) – 5:11 (musica: Hayato Matsuo)
13. Chizeta (チゼータ?) – 1:57 (musica: Hayato Matsuo)
14. Fū no koi (Version 2) (風の恋（ヴァージョン２）?) – 1:18 (musica: Hayato Matsuo)
15. Odayakana toki no naka de (おだやかな時の中で?) – 2:36 (musica: Hayato Matsuo)
16. Umi no kimochi (Version 2) (海の気持ち（ヴァージョン２）?) – 2:04 (musica: Hayato Matsuo)
17. Kuchibue ~ Ankoku yori (口笛～暗黒より?) – 0:33 (musica: Hayato Matsuo)
18. Lantis ~ Solitude (ランティス～Ｓｏｌｉｔｕｄｅ?) – 1:41 (musica: Hayato Matsuo)
19. Hikari no omoi (Version 2) (光の想い（ヴァージョン２）?) – 1:42 (musica: Hayato Matsuo)
20. Debonair (デボネア?) – 2:10 (musica: Hayato Matsuo)
21. Kirai ni narenai (Instrumental Version) (キライになれない（インストゥルメンタル・ヴァージョン）?) – 2:44 (musica: Ken Takahashi)

#### Magic Knight Rayearth Original Soundtrack BEST: Hikaru • Umi • Fū
Magic Knight Rayearth Original Soundtrack BEST: Hikaru • Umi • Fū (魔法騎士レイアース オリジナルサウンドトラック ＢＥＳＴ 光・海・風?, Majikku Naito Reiāsu Orijinaru Saundotorakku BEST Hikaru • Umi • Fū) è il quinto album di colonne sonore e il secondo della seconda stagione dell'anime Magic Knight Rayearth, pubblicato nel 1995 dall'etichetta discografica Polydor.
Tracce
1. Mikuni shinkō -Autozam ~ Chizeta ~ Fahren- (三国侵攻 －オートザム～チゼータ～ファーレン－?) – 6:52 (musica: Hayato Matsuo)
2. Nova ~ Rival tōjō! (ノヴァ～ライバル登場！?) – 2:47 (musica: Hayato Matsuo)
3. Primera (プリメーラ?) – 1:27 (musica: Hayato Matsuo)
4. Lantis ~ Kodoku no kenshi (ランティス～孤独の剣士?) – 1:45 (musica: Hayato Matsuo)
5. Chizeta ~ Shinryaku kaishi (チゼータ～侵略開始?) – 2:21 (musica: Hayato Matsuo)
6. Yasuragi wo motomete (安らぎを求めて?) – 1:14 (musica: Hayato Matsuo)
7. Kōhaishita Cefiro (Version 1) (荒廃したセフィーロ（ヴァージョン１）?) – 1:57 (musica: Hayato Matsuo)
8. Fahren ~ Amakakeru dōmu (ファーレン～天駆ける童夢?) – 1:54 (musica: Hayato Matsuo)
9. Umi no kimochi (Version 3) (海の気持ち（ヴァージョン３）?) – 1:29 (musica: Hayato Matsuo)
10. Semaru kyōi (せまる脅威?) – 1:30 (musica: Hayato Matsuo)
11. Autozam ~ Yami kara no koe (オートザム～闇からの声?) – 1:39 (musica: Hayato Matsuo)
12. Fū no koi (Version 3) (風の恋（ヴァージョン３）?) – 1:13 (musica: Hayato Matsuo)
13. Debonair ~ Hametsu no yokan (デボネア～破滅の予感?) – 2:09 (musica: Hayato Matsuo)
14. Mysterious… – 1:31 (musica: Hayato Matsuo)
15. Odayakana toki no naka de (Another Version) (おだやかな時の中で（アナザー・ヴァージョン）?) – 2:57 (musica: Hayato Matsuo)
16. Cefiro no shiro (セフィーロの城?) – 2:06 (musica: Hayato Matsuo)
17. Fahren ~ Totsugeki (ファーレン～突撃?) – 2:09 (musica: Hayato Matsuo)
18. Asahi (朝陽?) – 1:52 (musica: Hayato Matsuo)
19. Chizeta ~ Fukitsu no zenchō (チゼータ～不吉の前兆?) – 2:00 (musica: Hayato Matsuo)
20. Hikaru no omoi (Version 3) (光の想い（ヴァージョン３）?) – 1:34 (musica: Hayato Matsuo)
21. Aishū (Another Version) (哀愁（アナザー・ヴァージョン）?) – 2:27 (musica: Hayato Matsuo)
22. Fightin' Spirits – 2:41 (musica: Hayato Matsuo)
23. Fū no koi (Version 4) (風の恋（ヴァージョン４）?) – 2:01 (musica: Hayato Matsuo)
24. Debonair ~ Ran (デボネア～乱?) – 1:31 (musica: Hayato Matsuo)
25. Kōhaishita Cefiro (Version 2) (荒廃したセフィーロ（ヴァージョン２）?) – 1:48 (musica: Hayato Matsuo)
26. Lantis ~ Hōrō (ランティス～放浪?) – 1:40 (musica: Hayato Matsuo)
27. Haran wo yobu Mashin (波乱を呼ぶ魔神?) – 1:57 (musica: Hayato Matsuo)
28. Kessen! (決戦！?) – 1:09 (musica: Hayato Matsuo)
29. Saikai no toki (再会の時?) – 1:45 (musica: Hayato Matsuo)
30. Lul-la-by ~ Yasashiku dakasete (Instrumental Version) (ら・ら・ば・い～優しく抱かせて（インストゥルメンタル・ヴァージョン）?) – 1:54 (musica: MIO, Motohiro Tomita)

#### Magic Knight Rayearth Original Soundtrack BEST: Itsuka kagayaku
Magic Knight Rayearth Original Soundtrack BEST: Itsuka kagayaku (魔法騎士レイアース オリジナルサウンドトラック ＢＥＳＴ いつか輝く?, Majikku Naito Reiāsu Orijinaru Saundotorakku BEST Itsuka kagayaku) è il sesto album di colonne sonore dell'anime Magic Knight Rayearth, pubblicato nel 1995 dall'etichetta discografica Polydor. Raccoglie vari brani, contenuti già nei precedenti album.
Tracce
1. Naomi Tamura – Yuzurenai negai (ゆずれない願い?) – 4:14 (testo: Naomi Tamura – musica: Hiroto Ishikawa, Jin Takahane, Tatsuhito Inoue)
2. Main Theme (メイン・テーマ?) – 4:03 (musica: Hayato Matsuo)
3. Emeraude-hime (エメロード姫?) – 1:54 (musica: Hayato Matsuo)
4. Joshō -Zagato no bōryaku- (序章 ―ザガートの謀略―?) – 1:29 (musica: Hayato Matsuo)
5. Dōshi Clef (導師・クレフ?) – 2:47 (musica: Hayato Matsuo)
6. Yūjō soshite kibō he (友情そして希望へ?) – 3:55 (musica: Hayato Matsuo)
7. Shinkan Zagato (神官・ザガート?) – 1:28 (musica: Hayato Matsuo)
8. Interlude -ando- (Ｉｎｔｅｒｌｕｄｅ ―安堵―?) – 1:04 (musica: Hayato Matsuo)
9. Kumikyoku -sentō- (組曲 ―戦闘―?) – 7:32 (musica: Hayato Matsuo)
10. Mokona (モコナ?) – 3:59 (musica: Hayato Matsuo)
11. Interlude -inori- (Ｉｎｔｅｒｌｕｄｅ ―祈り―?) – 1:33 (musica: Hayato Matsuo)
12. Tatakai no aima ni (戦いの合間に?) – 3:19 (musica: Hayato Matsuo)
13. Mashin -Zagato ~ Emeraude- (魔神―ザガート～エメロード―?) – 4:01 (musica: Hayato Matsuo)
14. Keiko Yoshinari – Asu e no yūki (明日への勇気?) – 1:40 (testo: Katsuki Maeda – musica: Katsuki Maeda, Takayuki Negishi)
15. Ayumi Nakamura – Kirai ni narenai (キライになれない?) – 2:46 (Ken Takahashi)
16. Jokyoku ~ Kōhaishita Cefiro (序曲～荒廃したセフィーロ?) – 4:45 (musica: Hayato Matsuo)
17. Lantis ~ Zagato no omokage (ランティス～ザガートの面影?) – 1:33 (musica: Hayato Matsuo)
18. Dai ransen (大乱戦?) – 5:10 (musica: Hayato Matsuo)
19. Debonair (デボネア?) – 2:08 (musica: Hayato Matsuo)
20. Mikuni shinkō -Autozam ~ Chizeta ~ Fahren- (三国侵攻 －オートザム～チゼータ～ファーレン－?) – 6:52 (musica: Hayato Matsuo)
21. Naomi Tamura – Hikari to kage wo dakishimeta mama (光と影を抱きしめたまま?) – 3:57 (testo: Naomi Tamura – musica: Naomi Tamura, Hiroto Ishikawa, Tatsuhito Inoue, Jin Takahane)
22. Keiko Yoshinari – Itsuka kagayaku (いつか輝く?) – 2:55 (testo: Neko Oikawa – musica: Tōben Yukawa, Hayato Matsuo)

### OAV

#### Rayearth Original Soundtrack 1st Half
Rayearth Original Soundtrack 1st Half (レイアース オリジナルサウンドトラック １ｓｔ Ｈａｌｆ?, Reiāsu Orijinaru Saundotorakku 1st Half) è il primo album di colonne sonore dell'OAV Rayearth, pubblicato nel 1997 dall'etichetta discografica Polydor.
Tracce
1. Intro (イントロ?) – 1:08 (musica: Toshihiko Sahashi)
2. Mashin Lexus (魔神レクサス?) – 2:17 (musica: Toshihiko Sahashi)
3. Negai (願い?) – 0:40 (musica: Toshihiko Sahashi)
4. Saiyaku (災厄?) – 1:08 (musica: Toshihiko Sahashi)
5. Kinpaku (緊迫?) – 1:31 (musica: Toshihiko Sahashi)
6. Sakura no ki no chikai (Slow Tempo) (桜の樹の誓い（スローテンポ）?) – 0:57 (musica: Toshihiko Sahashi)
7. Kyōi (脅威?) – 2:33 (musica: Toshihiko Sahashi)
8. Yokan (予感?) – 1:44 (musica: Toshihiko Sahashi)
9. Emeraude no yume (エメロードの夢?) – 0:51 (musica: Toshihiko Sahashi)
10. Kyōfu (恐怖?) – 1:35 (musica: Toshihiko Sahashi)
11. Tatakai (戦い?) – 0:58 (musica: Toshihiko Sahashi)
12. Hisō (悲壮?) – 0:58 (musica: Toshihiko Sahashi)
13. Windam to Fū (ウィンダムと風?) – 1:41 (musica: Toshihiko Sahashi)
14. Yūki to chikara (勇気と力?) – 1:35 (musica: Toshihiko Sahashi)
15. Gensō (幻想?) – 1:13 (musica: Toshihiko Sahashi)
16. Onnen (怨念?) – 1:13 (musica: Toshihiko Sahashi)
17. Fū no hōgyoku (風の宝玉?) – 1:52 (musica: Toshihiko Sahashi)
18. Sorezore no omoi (それぞれの想い?) – 1:52 (musica: Toshihiko Sahashi)
19. Clef no kaisō (クレフの回想?) – 0:58 (musica: Toshihiko Sahashi)
20. Yūtai (幽体?) – 2:54 (musica: Toshihiko Sahashi)
21. Fū no mayoi (風の迷い?) – 1:12 (musica: Toshihiko Sahashi)
22. Sakura no ki no chikai (桜の樹の誓い?) – 0:55 (musica: Toshihiko Sahashi)
23. Windam tōjō (ウィンダム登場?) – 1:04 (musica: Toshihiko Sahashi)
24. Kibō soshite wakare (希望そして別れ?) – 1:53 (musica: Toshihiko Sahashi)
25. Cefiro no theme (セフィーロのテーマ?) – 0:55 (musica: Toshihiko Sahashi)
26. Ceres tōjō (セレス登場?) – 1:04 (musica: Toshihiko Sahashi)

#### Rayearth Original Soundtrack 2nd Half
Rayearth Original Soundtrack 2nd Half (レイアース オリジナルサウンドトラック ２ｎｄ Ｈａｌｆ?, Reiāsu Orijinaru Saundotorakku 2nd Half) è il secondo album di colonne sonore dell'OAV Rayearth, pubblicato nel 1997 dall'etichetta discografica Polydor.
Tracce
1. Shikkoku no shiryō (漆黒の死霊?) – 1:02 (musica: Toshihiko Sahashi)
2. Cefiro no senshi (セフィーロの戦士?) – 1:36 (musica: Toshihiko Sahashi)
3. Cefiro-jō kōrin (セフィーロ城降臨?) – 1:36 (musica: Toshihiko Sahashi)
4. Yami no chikai (闇の誓い?) – 1:00 (musica: Toshihiko Sahashi)
5. Sakki (殺気?) – 0:59 (musica: Toshihiko Sahashi)
6. Umi to kaze no mayoi (海と風の迷い?) – 1:14 (musica: Toshihiko Sahashi)
7. Kaishin Ceres (海神セレス?) – 0:57 (musica: Toshihiko Sahashi)
8. Lexus to Hikaru (レクサスと光?) – 0:51 (musica: Toshihiko Sahashi)
9. Ferio to Fū (フェリオと風?) – 1:44 (musica: Toshihiko Sahashi)
10. Waibān no theme (ワイバーンのテーマ?) – 0:32 (musica: Toshihiko Sahashi)
11. Emeraude no negai (エメロードの願い?) – 0:56 (musica: Toshihiko Sahashi)
12. Alcyone no saigo (アルシオーネの最期?) – 0:45 (musica: Toshihiko Sahashi)
13. Honō no ya (炎の矢?) – 0:44 (musica: Toshihiko Sahashi)
14. Midori no shippū (碧の疾風?) – 1:44 (musica: Toshihiko Sahashi)
15. Yami no sekai (闇の世界?) – 0:59 (musica: Toshihiko Sahashi)
16. Muon no machi (無音の街?) – 1:55 (musica: Toshihiko Sahashi)
17. Mashin Rayearth (魔神レイアース?) – 1:17 (musica: Toshihiko Sahashi)
18. Hōkō (咆哮?) – 1:15 (musica: Toshihiko Sahashi)
19. Yūhei (幽閉?) – 0:26 (musica: Toshihiko Sahashi)
20. Clef no kokuhaku (クレフの告白?) – 0:44 (musica: Toshihiko Sahashi)
21. Kanashi mubeki unmei (悲しむべき運命?) – 1:03 (musica: Toshihiko Sahashi)
22. Guren no honō (紅蓮の炎?) – 1:37 (musica: Toshihiko Sahashi)
23. San-tai no Mashin (三体の魔神?) – 1:04 (musica: Toshihiko Sahashi)
24. Sakura no ki no densetsu (桜の樹の伝説?) – 0:51 (musica: Toshihiko Sahashi)

### Videogiochi

#### Sega Saturn Magic Knight Rayearth Original Soundtrack
Sega Saturn Magic Knight Rayearth Original Soundtrack (セガサターン魔法騎士レイアース オリジナル・サウンドトラック?, Sega Satān Majikku Naito Reiāsu Orijinaru Saundotorakku) è il primo album di colonne sonore del videogioco della Sega Saturn Magic Knight Rayearth sull'anime omonimo, pubblicato nel 1995 dall'etichetta discografica Polydor.
Tracce
1. Tokyo Tower (東京タワー?) – 1:46 (musica: Hayato Matsuo)
2. Oikakekko (追いかけっこ?) – 0:26 (musica: Hayato Matsuo)
3. Chinmoku no mori (沈黙の森?) – 2:27 (musica: Hayato Matsuo)
4. Shippū no Ferio (疾風のフェリオ?) – 1:13 (musica: Hayato Matsuo)
5. Mamono arawareru! (魔物現る！?) – 1:11 (musica: Hayato Matsuo)
6. Tokimeki (ときめき?) – 2:13 (musica: Hayato Matsuo)
7. Gensō no Aeterna (幻想のエテルナ?) – 3:20 (musica: Hayato Matsuo)
8. Mahō no tobari no police (魔法のとばりのポリーズ?) – 2:10 (musica: Hayato Matsuo)
9. Izanai no dōkutsu (いざないのどうくつ?) – 1:51 (musica: Hayato Matsuo)
10. Tsuyoi mamono arawareru! (強い魔物現る！?) – 1:16 (musica: Hayato Matsuo)
11. Umi ni nozomu teflon (海に臨むタフロン?) – 1:41 (musica: Hayato Matsuo)
12. Ōinaru uzu (大いなる渦?) – 0:45 (musica: Hayato Matsuo)
13. Eien no hyōketsu (永遠の氷穴?) – 2:12 (musica: Hayato Matsuo)
14. Kanashimi (哀しみ?) – 1:51 (musica: Hayato Matsuo)
15. Densetsu no Mashin (伝説の魔神?) – 2:18 (musica: Hayato Matsuo)
16. Fushigi Cefiro kōza (ふしぎセフィーロ講座?) – 1:46 (musica: Hayato Matsuo)
17. Shiroki kōri no rosen (白き氷のローゼン?) – 1:38 (musica: Hayato Matsuo)
18. Odoriko (踊り子?) – 1:38 (musica: Hayato Matsuo)
19. Yasuragi (やすらぎ?) – 1:33 (musica: Hayato Matsuo)
20. Tokkun-chū (特訓中?) – 1:05 (musica: Hayato Matsuo)
21. Motto tsuyoi mamono arawareru! (もっと強い魔物現る！?) – 1:20 (musica: Hayato Matsuo)
22. Sazameki no mori (さざめきの森?) – 1:32 (musica: Hayato Matsuo)
23. Harukanaru mizūmi no jukai (遥かなる湖の樹海?) – 1:18 (musica: Hayato Matsuo)
24. Nanairo ojisan no mise (七色おじさんの店?) – 1:57 (musica: Hayato Matsuo)
25. Nukiashi-sashi ashi (抜き足差し足?) – 2:07 (musica: Hayato Matsuo)
26. Kūchū teien airier (空中庭園エアリア?) – 2:17 (musica: Hayato Matsuo)
27. Tenkū no meikyū (天空の迷宮?) – 2:07 (musica: Hayato Matsuo)
28. Shinjitsu no nemuru kazan (真実の眠る火山?) – 1:34 (musica: Hayato Matsuo)
29. Zagato! (ザガート！?) – 2:11 (musica: Hayato Matsuo)
30. Hisō (悲壮?) – 2:21 (musica: Hayato Matsuo)
31. Saishū kessen (最終決戦?) – 1:21 (musica: Hayato Matsuo)
32. Mirai he… (未来へ⋯?) – 3:12 (musica: Hayato Matsuo)

## Image album

### Image Song

#### Magic Knight Rayearth Image Song: Mokona no ekaki uta
Magic Knight Rayearth Image Song: Mokona no ekaki uta (魔法騎士レイアース イメージソング モコナの絵かきうた?, Majikku Naito Reiāsu Imēji Songu Mokona no ekaki uta) è il primo singolo dell'anime Magic Knight Rayearth, pubblicato nel 1995 dall'etichetta discografica Polydor. Contiene tre brani, cantati dalle doppiatrici dei Cavalieri Magici e Mokona.
Tracce
1. I leggendari Cavalieri Magici (Hekiru Shiina [Hikaru Shido], Konami Yoshida [Umi Ryuzaki], Hiroko Kasahara [Fu Hooji]), Mokona (Yuri Shiratori) – Mokona no ekaki uta (モコナの絵かきうた?) – 3:07 (testo: Umi Ryuzaki – musica: Fu Hooji, Hayato Matsuo)
2. I leggendari Cavalieri Magici, Mokona – Mokona no ekaki uta (Melody-iri Karaoke) (モコナの絵かきうた（メロディ入り・カラオケ）?) – 3:07 (testo: Konami Yoshida – musica: Hiroko Kasahara, Hayato Matsuo, Hekiru Shiina)
3. I leggendari Cavalieri Magici, Mokona – Mokona no ekaki uta (Original Karaoke) (モコナの絵かきうた（オリジナル・カラオケ）?) – 3:04 (testo: Umi Ryuzaki – musica: Fu Hooji, Hayato Matsuo)

#### Magic Knight Rayearth Image Song: Itsuka tenshi ni nareru
Magic Knight Rayearth Image Song: Itsuka tenshi ni nareru (魔法騎士レイアース イメージソング いつか天使になれる?, Majikku Naito Reiāsu Imēji Songu Itsuka tenshi ni nareru) è il secondo singolo dell'anime Magic Knight Rayearth, pubblicato nel 1995 dall'etichetta discografica Polydor. Contiene due brani più una bonus track, cantati dalla doppiatrice di Umi Ryuzaki.
Tracce
1. Konami Yoshida (Umi Ryuzaki) – Itsuka tenshi ni nareru (いつか天使になれる?) – 4:01 (testo: Naomi Tamura – musica: Hiroto Ishikawa, Tōben Yukawa)
2. Konami Yoshida (Umi Ryuzaki) – Itsuka tenshi ni nareru (Original Karaoke) (いつか天使になれる（オリジナル・カラオケ）?) – 4:02 (testo: Naomi Tamura – musica: Hiroto Ishikawa, Tōben Yukawa)
3. Konami Yoshida (Umi Ryuzaki) – Umi no rusuden message (Bonus Track) (海の留守電メッセージ（ボーナストラック）?) – 0:28

#### Magic Knight Rayearth Image Song: Soyokaze no sonatine
Magic Knight Rayearth Image Song: Soyokaze no sonatine (魔法騎士レイアース イメージソング そよ風のソナチネ?, Majikku Naito Reiāsu Imēji Songu Soyokaze no sonachine) è il terzo singolo dell'anime Magic Knight Rayearth, pubblicato nel 1995 dall'etichetta discografica Polydor. Contiene due brani più una bonus track, cantati dalla doppiatrice di Fu Hooji.
Tracce
1. Hiroko Kasahara (Fu Hooji) – Soyokaze no sonatine (そよ風のソナチネ?) – 4:25 (testo: Yuriko Mori – musica: Hayato Matsuo)
2. Hiroko Kasahara (Fu Hooji) – Soyokaze no sonatine (Original Karaoke) (そよ風のソナチネ（オリジナル・カラオケ）?) – 4:26 (testo: Yuriko Mori – musica: Hayato Matsuo)
3. Hiroko Kasahara (Fu Hooji) – Fū no rusuden message (Bonus Track) (風の留守電メッセージ（ボーナストラック）?) – 0:26

#### Magic Knight Rayearth Image Song: Shōjo yo, taishi wo idake!
Magic Knight Rayearth Image Song: Shōjo yo, taishi wo idake! (魔法騎士レイアース イメージソング 少女よ、大志を抱け！?, Majikku Naito Reiāsu Imēji Songu Shōjo yo, taishi wo idake!) è il quarto singolo dell'anime Magic Knight Rayearth, pubblicato nel 1995 dall'etichetta discografica Polydor. Contiene due brani più una bonus track, cantati dalla doppiatrice di Hikaru Shido.
Tracce
1. Hekiru Shiina (Hikaru Shido) – Shōjo yo, taishi wo idake! (Girls be ambitious) (少女よ、大志を抱け！（ガールズ・ビー・アンビシャス）?) – 4:08 (testo: Yuriko Mori – musica: Kazuo Zaitsu, Tōben Yukawa)
2. Hekiru Shiina (Hikaru Shido) – Shōjo yo, taishi wo idake! (Original Karaoke) (少女よ、大志を抱け！（オリジナル・カラオケ）?) – 4:10 (testo: Yuriko Mori – musica: Kazuo Zaitsu, Tōben Yukawa)
3. Hekiru Shiina (Hikaru Shido) – Hikaru no rusuden message (Bonus Track) (光の留守電メッセージ（ボーナストラック）?) – 0:24

#### Magic Knight Rayearth Image Song: Mokona ondo de pu pu pu no pu
Magic Knight Rayearth Image Song: Mokona ondo de pu pu pu no pu (魔法騎士レイアース イメージソング モコナ音頭でぷぷぷのぷ?, Majikku Naito Reiāsu Imēji Songu Mokona ondo de pu pu pu no pu) è il quinto singolo dell'anime Magic Knight Rayearth, pubblicato nel 1995 dall'etichetta discografica Polydor. Contiene quattro brani, cantati dalle doppiatrici dei Cavalieri Magici e Mokona.
Tracce
1. I leggendari Cavalieri Magici (Hekiru Shiina [Hikaru Shido], Konami Yoshida [Umi Ryuzaki], Hiroko Kasahara [Fu Hooji]), Mokona (Yuri Shiratori) – Mokona ondo de pu pu pu no pu (モコナ音頭でぷぷぷのぷ?) – 5:09 (testo: Nanase Ōkawa – musica: Hayato Matsuo)
2. I leggendari Cavalieri Magici, Mokona – Mokona ondo de pu pu pu no pu bon odori (モナコ音頭でぷぷぷのぷ・盆おどり?) – 4:32 (testo: Nanase Ōkawa – musica: Hayato Matsuo)
3. I leggendari Cavalieri Magici, Mokona – Mokona ondo de pu pu pu no pu (Original Karaoke) (モコナ音頭でぷぷぷのぷ（オリジナル・カラオケ）?) – 5:09 (testo: Nanase Ōkawa – musica: Hayato Matsuo)
4. I leggendari Cavalieri Magici, Mokona – Mokona ondo de pu pu pu no pu bon odori (Original Karaoke) (モコナ音頭でぷぷぷのぷ・盆おどり（オリジナル・カラオケ）?) – 4:29 (testo: Nanase Ōkawa – musica: Hayato Matsuo)

#### Magic Knight Rayearth Image Song: RUN / Yami no yume
Magic Knight Rayearth Image Song: RUN / Yami no yume (魔法騎士レイアース イメージソング
ＲＵＮ／闇の夢?, Majikku Naito Reiāsu Imēji Songu RUN / Yami no yume) è il sesto singolo dell'anime Magic Knight Rayearth, pubblicato nel 1995 dall'etichetta discografica Polydor. Contiene quattro brani, cantati dalla doppiatrice di Emeraude e Eagle Vision.
Tracce
1. Megumi Ogata (Eagle Vision) – RUN – 4:59 (testo: Nanase Ōkawa – musica: Hayato Matsuo)
2. Megumi Ogata (Emeraude) – Yami no yume (闇の夢?) – 4:39 (testo: Nanase Ōkawa – musica: Hayato Matsuo)
3. Megumi Ogata (Eagle Vision) – RUN (Original Karaoke) (ＲＵＮ（オリジナル・カラオケ）?) – 5:10 (testo: Nanase Ōkawa – musica: Hayato Matsuo)
4. Megumi Ogata (Emeraude) – Yami no yume (Original Karaoke) (闇の夢（オリジナル・カラオケ）?) – 4:35 (testo: Nanase Ōkawa – musica: Hayato Matsuo)

#### Magic Knight Rayearth Image Song: Seiya no tenshi-tachi
Magic Knight Rayearth Image Song: Seiya no tenshi-tachi (魔法騎士レイアース イメージソング
聖夜の天使たち?, Majikku Naito Reiāsu Imēji Songu Seiya no tenshi-tachi) è il settimo singolo dell'anime Magic Knight Rayearth, pubblicato nel 1995 dall'etichetta discografica Polydor. Contiene tre brani, cantati dalle doppiatrici dei Cavalieri Magici.
Tracce
1. I leggendari Cavalieri Magici (Hekiru Shiina [Hikaru Shido], Konami Yoshida [Umi Ryuzaki], Hiroko Kasahara [Fu Hooji]) – Seiya no tenshi-tachi (聖夜の天使たち?) – 6:04 (testo: Nanase Ōkawa – musica: Hiroshi Sakamoto)
2. I leggendari Cavalieri Magici – Seiya no tenshi-tachi (Instrumental Version) (聖夜の天使たち（インストゥルメンタル）?) – 6:04 (testo: Nanase Ōkawa – musica: Hiroshi Sakamoto)
3. I leggendari Cavalieri Magici – Seiya no tenshi-tachi (Original Karaoke) (聖夜の天使たち（オリジナル・カラオケ）?) – 6:03 (testo: Nanase Ōkawa – musica: Hiroshi Sakamoto)

### Song Book

#### Magic Knight Rayearth Original Song Book
Magic Knight Rayearth Original Song Book (魔法騎士レイアース Ｏｒｉｇｉｎａｌ Ｓｏｎｇ Ｂｏｏｋ?, Majikku Naito Reiāsu Original Song Book) è il primo album di character songs dell'anime Magic Knight Rayearth, pubblicato nel 1995 dall'etichetta discografica Polydor. Le canzoni sono state scritte da Nanase Ōkawa, ed è stato distribuito insieme ad alcuni disegni originali delle CLAMP.
Tracce
1. CEFIRO ~FZ~ – 5:07 (musica: Ginji Ogawa)
2. Keiko Yoshinari – Anata ga oshiete kureta (貴方が教えてくれた?) – 5:24 (testo: Nanase Ōkawa – musica: Kazuhito Murata, Tōben Yukawa)
3. Hekiru Shiina (Hikaru Shido) – Asu e no yūki (明日への勇気?) – 4:14 (Katsuki Maeda, Tōben Yukawa)
4. Konami Yoshida (Umi Ryuzaki) – Setsunakute (せつなくて?) – 4:22 (testo: Nanase Ōkawa – musica: Koichi Sugiyama, Hayato Matsuo)
5. Hiroko Kasahara (Fu Hooji) – Yokan no kaze (予感の風?) – 4:23 (testo: Nanase Ōkawa – musica: Kazuhito Murata, Tōben Yukawa)
6. Yuri Shiratori (Primera) – Ijiwaru (いぢわる?) – 4:30 (testo: Nanase Ōkawa – musica: Tsuhada Ichiro, Tōben Yukawa)
7. Hekiru Shiina (Hikaru Shido) – Hikari no tsubasa (光の翼?) – 4:03 (testo: Nanase Ōkawa – musica: Tokuo Nakano, Tōben Yukawa)
8. Keiko Yoshinari – Himitsu no kimochi (秘密のきもち?) – 3:01 (testo: Nanase Ōkawa – musica: Tōben Yukawa)
9. Konami Yoshida (Umi Ryuzaki), Keiko Yoshinari [coro] – Watashi to no yakusoku (私との約束?) – 4:16 (testo: Nanase Ōkawa – musica: Eiji Yoshizawa, Tōben Yukawa)
10. Hiroko Kasahara (Fu Hooji) – Zutto (ずっと?) – 4:30 (testo: Nanase Ōkawa – musica: Tōben Yukawa)
11. Megumi Ogata (Emeraude) – Tsumi (罪?) – 6:46 (testo: Nanase Ōkawa – musica: Hayato Matsuo)
12. Yuri Shiratori (Mokona) – Mokona no yume (モコナの夢?) – 5:20 (testo: Nanase Ōkawa – musica: Hayato Matsuo)

#### Magic Knight Rayearth Original Song Book 2
Magic Knight Rayearth Original Song Book 2 (魔法騎士レイアース Ｏｒｉｇｉｎａｌ Ｓｏｎｇ Ｂｏｏｋ ２?, Majikku Naito Reiāsu Original Song Book) è il secondo album di character songs dell'anime Magic Knight Rayearth, pubblicato nel 1996 dall'etichetta discografica Polydor. Le canzoni sono state scritte da Neko Oikawa.
Tracce
1. Hekiru Shiina (Hikaru Shido) – Taiyō yori atsui kimochi (太陽より熱い気持ち?) – 4:02 (testo: Yuriko Mori – musica: Hiroshi Sakamoto)
2. Jūrōta Kosugi (Lantis) – Sayonara no hanataba (さよならの花束?) – 4:16 (testo: Yuriko Mori – musica: Hayato Matsuo)
3. Konami Yoshida (Umi Ryuzaki) – Yumeiro no tsubasa (夢色の翼?) – 4:12 (testo: Konami Yoshida – musica: Michihiko Ohta, Hiroshi Sakamoto)
4. Nozomu Sasaki (Clef) – Kimi no egao ga mitai kara (君の笑顔が見たいから?) – 4:40 (testo: Yuriko Mori – musica: Hayato Matsuo)
5. Hiroko Kasahara (Fu Hooji) – Awai kaze (淡い風?) – 5:43 (testo: Satomi Arimori – musica: Akira Senju, Hiroshi Sakamoto)
6. Takumi Yamazaki (Ferio) – Namida no chizu (涙の地図?) – 4:51 (testo: Neko Oikawa – musica: Hiroshi Sakamoto)
7. Chinami Nishimura (Asuka) – Koi no time limit (恋のタイムリミット?) – 4:33 (testo: Satomi Arimori – musica: Hiroshi Sakamoto)
8. Yūko Nagashima (Caldina) – Honto no shiawase (ホントの幸せ?) – 4:19 (testo: Neko Oikawa – musica: Toshiyuki Sekiguchi, Hiroshi Sakamoto)
9. Miki Itō (Nova) – Mugen no labyrinth (無限のラビリンス?) – 3:35 (testo: Yuriko Mori – musica: Kōichi Sugiyama, Hayato Matsuo)
10. Emi Shinohara (Presea) – Fly high – 3:50 (testo: Satomi Arimori – musica: Tōben Yukawa, Hiroshi Sakamoto)
11. Megumi Ogata (Eagle Vision) – Unmei no route (運命の航路?) – 4:05 (testo: Megumi Ogata – musica: Hayato Matsuo)
12. Yuri Shiratori (Primera with Mokona) – Romance no mori (ロマンスの森?) – 4:59 (testo: Neko Oikawa – musica: Hiroshi Sakamoto)

### EXTRA

#### Magic Knight Rayearth EXTRA: Hikaru Shido Special
Magic Knight Rayearth EXTRA: Hikaru Shido Special (魔法騎士レイアース ＥＸＴＲＡ 獅堂光スペシャル?, Majikku Naito Reiāsu EXTRA Shidō Hikaru Supesharu) è l'album di character songs dell'anime Magic Knight Rayearth dedicato a Hikaru Shido, pubblicato nel 1997 dall'etichetta discografica Polydor.
Tracce
1. Hekiru Shiina (Hikaru Shido) – Asu e no yūki Extra Remix (明日への勇気 Ｅｘｔｒａ Ｒｅｍｉｘ?) – 5:01 (testo: Katsuki Maeda – musica: Katsuki Maeda, D-RAM)
2. Hekiru Shiina (Hikaru Shido) – Hikari no tsubasa Extra Remix (光の翼 Ｅｘｔｒａ Ｒｅｍｉｘ?) – 5:35 (testo: Nanase Ōkawa – musica: Takao Nakano, D-RAM)
3. Hekiru Shiina (Hikaru Shido) – Taiyō yori atsui kimochi Extra Remix (太陽より熱い気持ち Ｅｘｔｒａ Ｒｅｍｉｘ?) – 4:28 (testo: Yuriko Mori – musica: Hiroshi Sakamoto, D-RAM)
4. Hekiru Shiina (Hikaru Shido) – Asu e no yūki Extra Remix (Original Karaoke) (明日への勇気 Ｅｘｔｒａ Ｒｅｍｉｘ（オリジナル・カラオケ）?) – 5:00 (testo: Katsuki Maeda – musica: Katsuki Maeda, D-RAM)
5. Hekiru Shiina (Hikaru Shido) – Hikari no tsubasa Extra Remix (Original Karaoke) (光の翼 Ｅｘｔｒａ Ｒｅｍｉｘ（オリジナル・カラオケ）?) – 5:36 (testo: Nanase Ōkawa – musica: Takao Nakano, D-RAM)
6. Hekiru Shiina (Hikaru Shido) – Taiyō yori atsui kimochi Extra Remix (Original Karaoke) (太陽より熱い気持ち Ｅｘｔｒａ Ｒｅｍｉｘ（オリジナル・カラオケ）?) – 4:26 (testo: Yuriko Mori – musica: Hiroshi Sakamoto, D-RAM)

#### Magic Knight Rayearth EXTRA: Umi Ryuzaki Special
Magic Knight Rayearth EXTRA: Umi Ryuzaki Special (魔法騎士レイアース ＥＸＴＲＡ 龍咲海スペシャル?, Majikku Naito Reiāsu EXTRA Ryūzaki Umi Supesharu) è l'album di character songs dell'anime Magic Knight Rayearth dedicato a Umi Ryuzaki, pubblicato nel 1997 dall'etichetta discografica Polydor.
Tracce
1. Konami Yoshida (Umi Ryuzaki) – Itsuka tenshi ni nareru Extra Remix (いつか天使になれる Ｅｘｔｒａ Ｒｅｍｉｘ?) – 4:12 (testo: Naomi Tamura – musica: Naomi Tamura, Hiroto Ishikawa, D-RAM)
2. Konami Yoshida (Umi Ryuzaki) – Setsunakute Extra Remix (せつなくて Ｅｘｔｒａ Ｒｅｍｉｘ?) – 5:52 (testo: Nanase Ōkawa – musica: Kōichi Sugiyama, D-RAM)
3. Konami Yoshida (Umi Ryuzaki) – Yumeiro no tsubasa Extra Remix (夢色の翼 Ｅｘｔｒａ Ｒｅｍｉｘ?) – 4:14 (testo: Konami Yoshida – musica: Michihiko Ohta, D-RAM)
4. Konami Yoshida (Umi Ryuzaki) – Itsuka tenshi ni nareru Extra Remix (Original Karaoke) (いつか天使になれる Ｅｘｔｒａ Ｒｅｍｉｘ（オリジナル・カラオケ）?) – 4:11 (testo: Naomi Tamura – musica: Naomi Tamura, Hiroto Ishikawa, D-RAM)
5. Konami Yoshida (Umi Ryuzaki) – Setsunakute Extra Remix (Original Karaoke) (せつなくて Ｅｘｔｒａ Ｒｅｍｉｘ（オリジナル・カラオケ）?) – 5:52 (testo: Nanase Ōkawa – musica: Kōichi Sugiyama, D-RAM)
6. Konami Yoshida (Umi Ryuzaki) – Yumeiro no tsubasa Extra Remix (Original Karaoke) (夢色の翼 Ｅｘｔｒａ Ｒｅｍｉｘ（オリジナル・カラオケ）?) – 4:10 (testo: Konami Yoshida – musica: Michihiko Ohta, D-RAM)

#### Magic Knight Rayearth EXTRA: Fū Hōōji Special
Magic Knight Rayearth EXTRA: Fū Hōōji Special (魔法騎士レイアース ＥＸＴＲＡ 鳳凰寺風スペシャル?, Majikku Naito Reiāsu EXTRA Hōōji Fū Supesharu) è l'album di character songs dell'anime Magic Knight Rayearth dedicato a Fu Hooji, pubblicato nel 1997 dall'etichetta discografica Polydor.
Tracce
1. Hiroko Kasahara (Fu Hooji) – Soyokaze no sonatine Extra Remix (そよ風のソナチネ Ｅｘｔｒａ Ｒｅｍｉｘ?) – 5:03 (testo: Yuriko Mori – musica: Hayato Matsuo, D-RAM)
2. Hiroko Kasahara (Fu Hooji) – Zutto Extra Remix (ずっと Ｅｘｔｒａ Ｒｅｍｉｘ?) – 5:19 (testo: Nanase Ōkawa – musica: Tōben Yukawa, D-RAM)
3. Hiroko Kasahara (Fu Hooji) – Awai kaze Extra Remix (淡い風 Ｅｘｔｒａ Ｒｅｍｉｘ?) – 5:11 (testo: Satomi Arimori – musica: Akira Senju, D-RAM)
4. Hiroko Kasahara (Fu Hooji) – Soyokaze no sonatine Extra Remix (Original Karaoke) (そよ風のソナチネ Ｅｘｔｒａ Ｒｅｍｉｘ（オリジナル・カラオケ）?) – 5:02 (testo: Yuriko Mori – musica: Hayato Matsuo, D-RAM)
5. Hiroko Kasahara (Fu Hooji) – Zutto Extra Remix (Original Karaoke) (ずっと Ｅｘｔｒａ Ｒｅｍｉｘ（オリジナル・カラオケ）?) – 5:20 (testo: Nanase Ōkawa – musica: Tōben Yukawa, D-RAM)
6. Hiroko Kasahara (Fu Hooji) – Awai kaze Extra Remix (Original Karaoke) (淡い風 Ｅｘｔｒａ Ｒｅｍｉｘ（オリジナル・カラオケ）?) – 5:08 (testo: Satomi Arimori – musica: Akira Senju, D-RAM)

#### Magic Knight Rayearth EXTRA: Mokona Special
Magic Knight Rayearth EXTRA: Mokona Special (魔法騎士レイアース ＥＸＴＲＡ モコナスペシャル?, Majikku Naito Reiāsu EXTRA Mokona Supesharu) è l'album di character songs dell'anime Magic Knight Rayearth dedicato a Mokona, pubblicato nel 1997 dall'etichetta discografica Polydor.
Tracce
1. I leggendari Cavalieri Magici (Hekiru Shiina [Hikaru Shido], Konami Yoshida [Umi Ryuzaki], Hiroko Kasahara [Fu Hooji]), Mokona (Yuri Shiratori) – Mokona no ekaki uta Extra Remix (モコナの絵かきうた Ｅｘｔｒａ Ｒｅｍｉｘ?) – 4:01 (testo: Konami Yoshida – musica: Hiroko Kasahara, D-RAM)
2. I leggendari Cavalieri Magici, Mokona – Mokona ondo de pu pu pu no pu bon odori Extra Remix (モコナ音頭でぶぶぶのぶ・盆おどり Ｅｘｔｒａ Ｒｅｍｉｘ?) – 4:03 (testo: Nanase Ōkawa – musica: Hayato Matsuo, D-RAM)
3. Yuri Shiratori (Mokona) – Mokona no yume Extra Remix (モコナの夢 Ｅｘｔｒａ Ｒｅｍｉｘ?) – 5:08 (testo: Nanase Ōkawa – musica: Hayato Matsuo, D-RAM)
4. I leggendari Cavalieri Magici, Mokona – Mokona no ekaki uta Extra Remix (Original Karaoke) (モコナの絵かきうた Ｅｘｔｒａ Ｒｅｍｉｘ（オリジナル・カラオケ）?) – 4:03 (testo: Konami Yoshida – musica: Hiroko Kasahara, D-RAM)
5. I leggendari Cavalieri Magici, Mokona – Mokona ondo de pu pu pu no pu bon odori Extra Remix (Original Karaoke) (モコナ音頭でぶぶぶのぶ・盆おどり Ｅｘｔｒａ Ｒｅｍｉｘ（オリジナル・カラオケ）?) – 4:05 (testo: Nanase Ōkawa – musica: Hayato Matsuo, D-RAM)
6. Yuri Shiratori (Mokona) – Mokona no yume Extra Remix (Original Karaoke) (モコナの夢 Ｅｘｔｒａ Ｒｅｍｉｘ（オリジナル・カラオケ）?) – 5:04 (testo: Nanase Ōkawa – musica: Hayato Matsuo, D-RAM)

### OAV

#### With Rayearth
With Rayearth è l'album di character songs dell'OAV Rayearth, pubblicato nel 1997 dall'etichetta discografica Polydor.
Tracce
1. Hekiru Shiina (Hikaru Shido) – Dakishimechau! (抱きしめちゃう！?) – 4:47 (testo: Nobuko Hogari – musica: Rui Nagai)
2. Konami Yoshida (Umi Ryuzaki) – Tomodachi desho (友達でしょ?) – 4:49 (testo: Nobuko Hogari – musica: Rui Nagai)
3. Hiroko Kasahara (Fu Hooji) – FROM ME TO YOU – 3:49 (testo: Nobuko Hogari – musica: Rui Nagai)
4. Jūrōta Kosugi (Lantis) – ACROSS THE UNIVERSE – 4:19 (testo: Nobuko Hogari – musica: Rui Nagai)
5. Megumi Ogata (Eagle) – Let It Over – 2:55 (testo: Megumi Ogata, Yumi Hamano – musica: Rui Nagai)
6. Takumi Yamazaki (Ferio) – Yesterday (イエスタデイ?) – 2:57 (testo: Nobuko Hogari – musica: Rui Nagai)
7. Yuri Amano (Alcyone) – IN MY LIFE – 5:13 (testo: Nobuko Hogari – musica: Rui Nagai)
8. Yuri Shiratori (Mokona) – MOKONA'S GARDEN – 2:32 (Rui Nagai)
9. Nozomu Sasaki (Clef) – Goran, taiyō da yo (ごらん、太陽だよ?) – 3:52 (testo: Nobuko Hogari – musica: Rory, RUI & ROLLY)
10. RUI – HER MYSTERY – 0:38 (RUI)

## Compilation

### Magic Knight Rayearth Best Song Book
Magic Knight Rayearth Best Song Book (魔法騎士レイアース Ｂｅｓｔ Ｓｏｎｇ Ｂｏｏｋ?) è l'album compilation dell'anime Magic Knight Rayearth, pubblicato nel 1997 dall'etichetta discografica Polydor. Contiene le sigle di apertura e di chiusura e alcune character songs.
Tracce
1. Naomi Tamura – Yuzurenai negai (ゆずれない願い?) – 3:54 (testo: Naomi Tamura – musica: Naomi Tamura, Hiroto Ishikawa, Jin Takahane, Tatsuhito Inoue)
2. Keiko Yoshinari – Asu e no yūki (明日への勇気?) – 3:42 (testo: Katsuki Maeda – musica: Katsuki Maeda, Takayuki Negishi)
3. Ayumi Nakamura – Kirai ni narenai (キライになれない?) – 4:20 (Ken Takahashi)
4. Minako Honda – Lul-la-by ~ Yasashiku dakasete (ら・ら・ば・い～優しく抱かせて?) – 5:13 (testo: Satomi Arimori – musica: MIO, Motohiro Tomita)
5. Naomi Tamura – Hikari to kage wo dakishimeta mama (光と影を抱きしめたまま?) – 4:34 (testo: Naomi Tamura – musica: Naomi Tamura, Hiroto Ishikawa, Tatsuhito Inoue, Jin Takahane)
6. Keiko Yoshinari – Itsuka kagayaku (いつか輝く?) – 4:39 (testo: Neko Oikawa – musica: Tōben Yukawa, Hayato Matsuo)
7. I leggendari Cavalieri Magici (Hekiru Shiina [Hikaru Shido], Konami Yoshida [Umi Ryuzaki], Hiroko Kasahara [Fu Hooji]) & Mokona (Yuri Shiratori) – Mokona no ekaki uta (モコナの絵かきうた?) – 3:07 (testo: Konami Yoshida – musica: Hiroko Kasahara, Hayato Matsuo, Hekiru Shiina)
8. Konami Yoshida (Umi Ryuzaki) – Itsuka tenshi ni nareru (いつか天使になれる?) – 4:01 (testo: Naomi Tamura – musica: Hiroto Ishikawa, Tōben Yukawa)
9. Hiroko Kasahara (Fu Hooji) – Soyokaze no sonatine (そよ風のソナチネ?) – 4:26 (testo: Yuriko Mori – musica: Hayato Matsuo)
10. Hekiru Shiina (Hikaru Shido) – Shōjo yo, taishi wo idake! (少女よ、大志を抱け！?) – 4:08 (testo: Yuriko Mori – musica: Kazuo Zaitsu, Tōben Yukawa)
11. I leggendari Cavalieri Magici & Mokona – Mokona ondo de pu pu pu no pu (モコナ音頭でぷぷぷのぷ?) – 5:10 (testo: Nanase Ōkawa – musica: Hayato Matsuo)
12. Megumi Ogata (Eagle) – RUN – 4:59 (testo: Nanase Ōkawa – musica: Hayato Matsuo)
13. I leggendari Cavalieri Magici – Seiya no tenshi-tachi (聖夜の天使たち?) – 6:04 (testo: Nanase Ōkawa – musica: Hiroshi Sakamoto)